# Waldhufen
Waldhufen je obec v Horní Lužici v německé spolkové zemi Sasko. Nachází se v zemském okrese Zhořelec a má přibližně 2 400 obyvatel. Leží ve středu okresu, přibližně 12 kilometrů na západ od okresního města Görlitz a 8 kilometrů jižně od Nízkého (Niesky). Přímo územím obce prochází dálnice A4 a je zde sjezd Nieder Seifersdorf.

## Historie
Obec Waldhufen (název odkazuje podle charakteru místní zástavby na pojem Waldhufendorf, tj. lesní lánová ves) vznikla uměle na základě správní reformy počátkem 90. let 20. století. Obec byla ustavena 1. března 1994 sloučením dřívějších samostatných obcí Diehsa, Jänkendorf, Nieder Seifersdorf a Thiemendorf.
První historická zmínka je o části Jänkendorf, která je v roce 1346 uváděna jako Jenikendorff.
V obci je pamětní deska odboráře Fritze Preusera, který zahynul v roce 1942 v koncentračním táboře Sachsenhausen.

## Části obce
- Attendorf
- Baarsdorf
- Diehsa (hornolužickosrbsky Dźěže[5])
- Jänkendorf (hornolužickosrbsky Němske Jenkecy[5])
- Nieder Seifersdorf
- Schäferei
- Thiemendorf
- Ullersdorf
- Wilhelminenthal

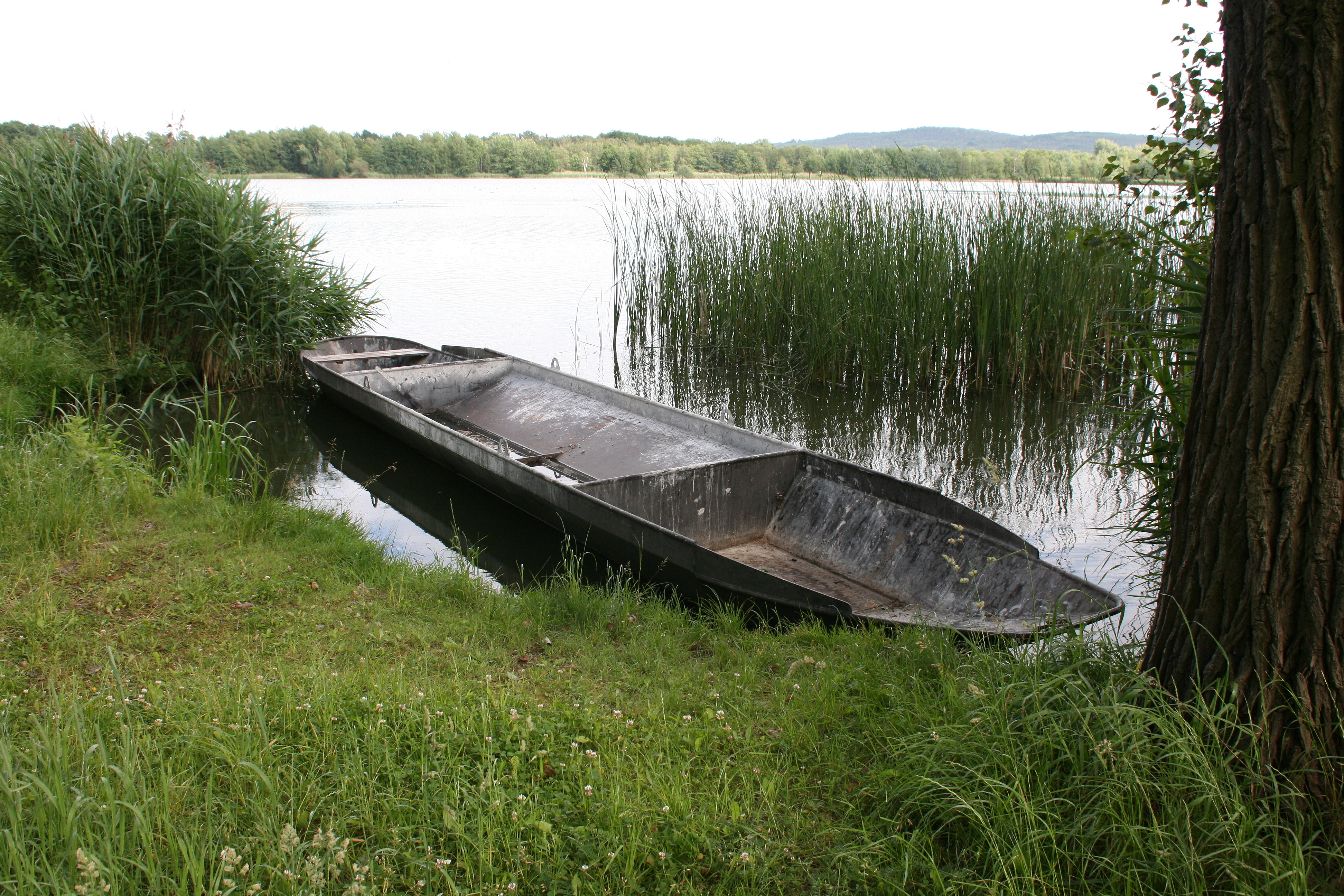
Jänkendorf, Großer Teich (Velký rybník)
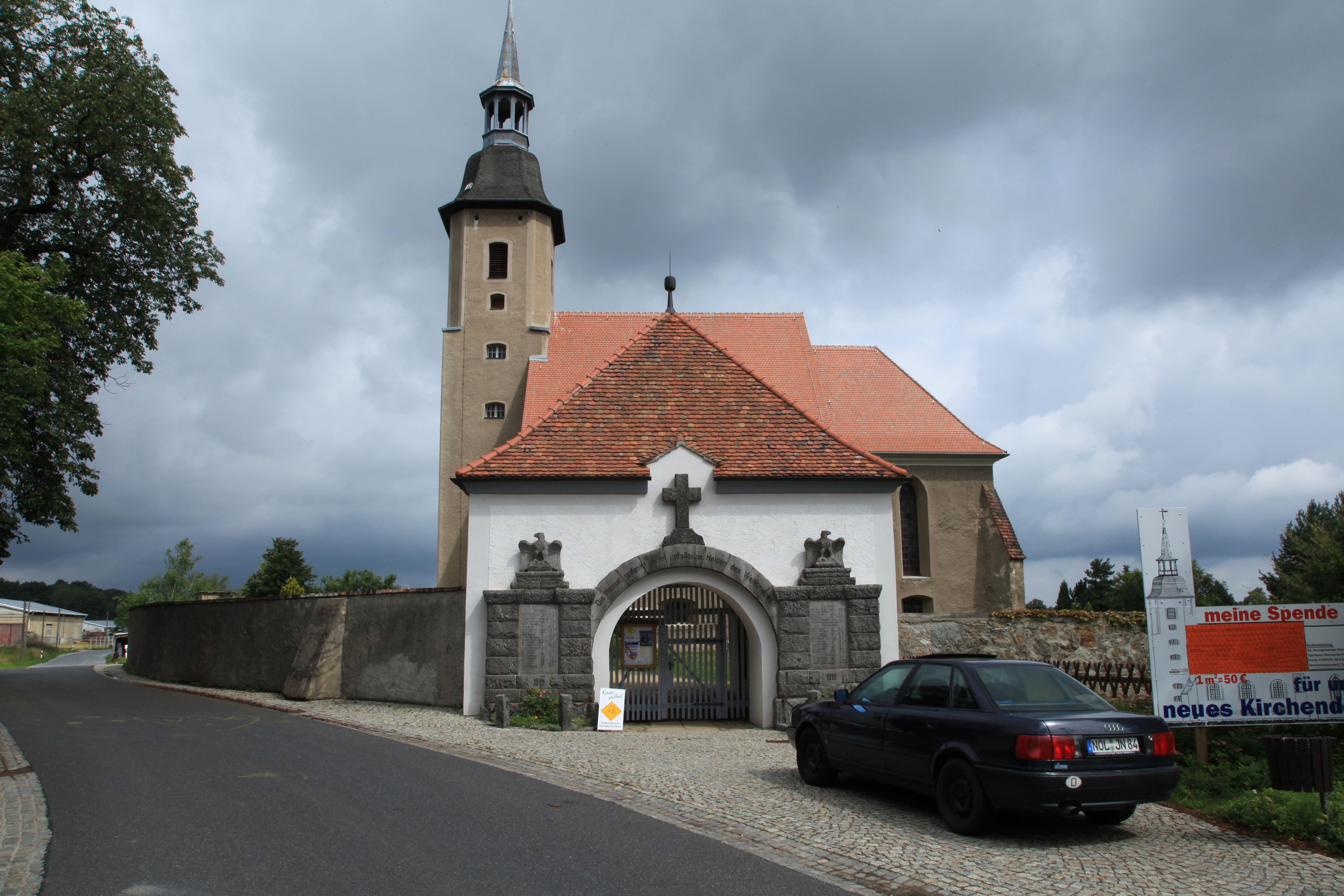
Kostel ve vsi Diehsa
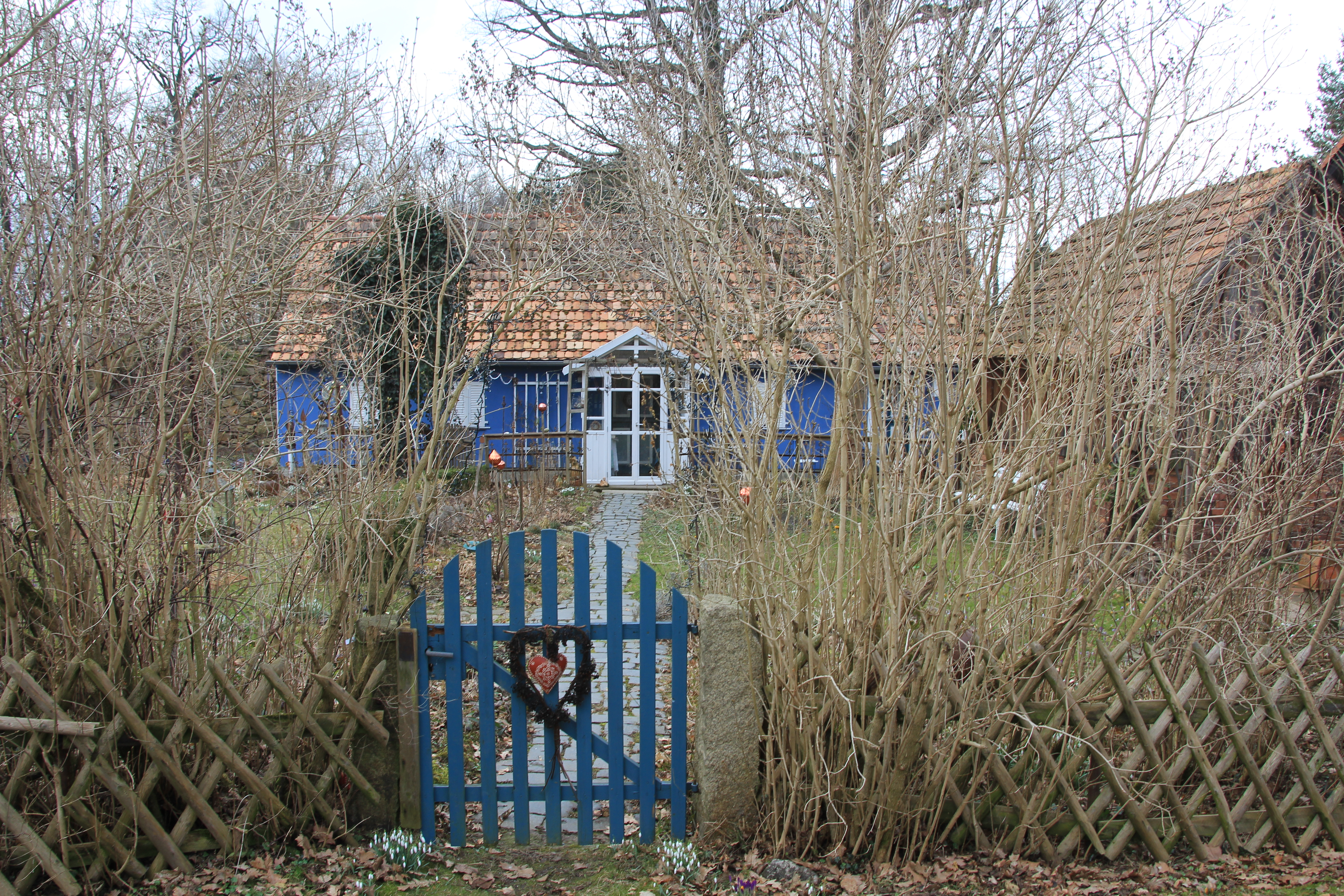
Památkově chráněný dům v Ullersdorfu
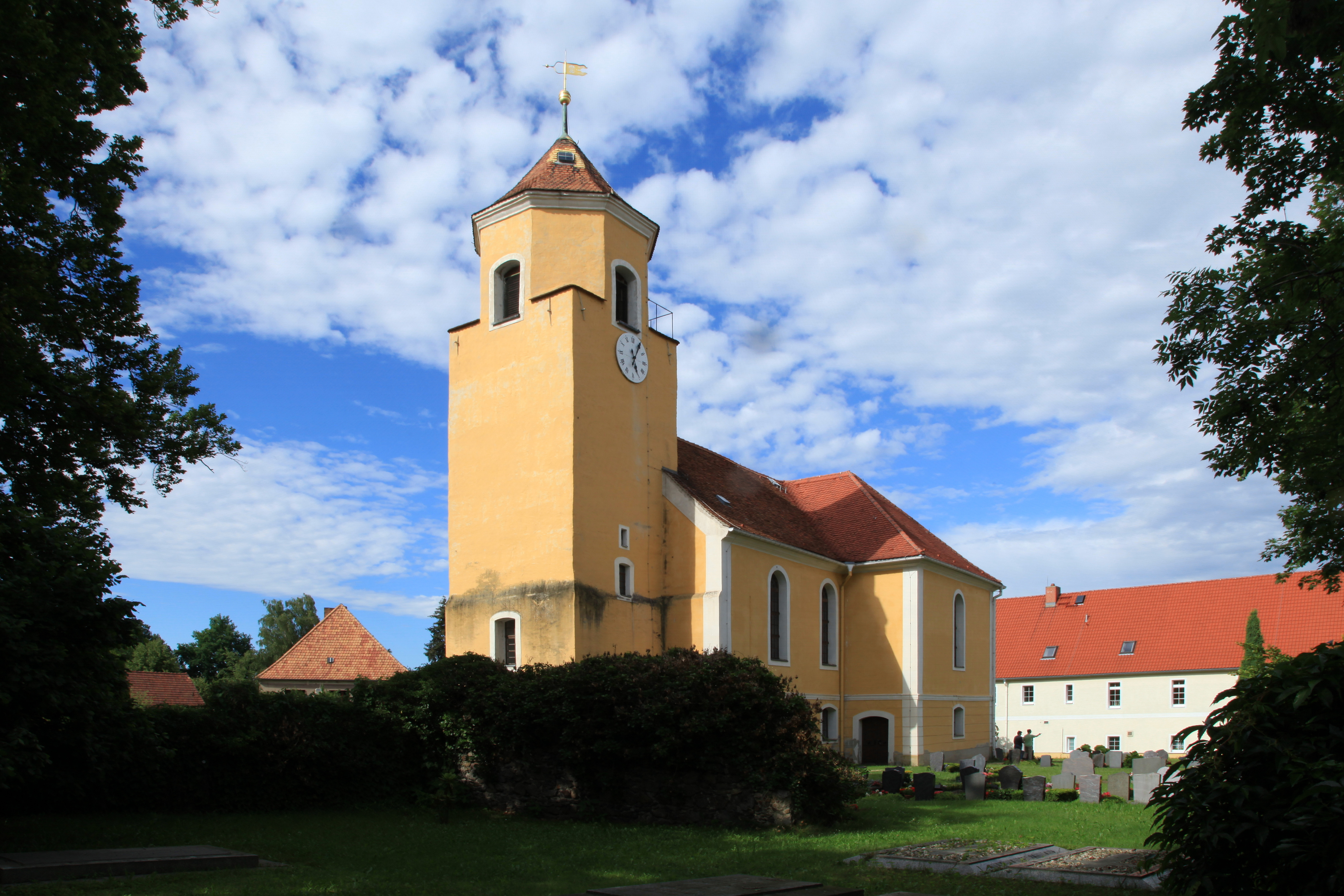
Kostel a hřbitov v Jänkendorfu
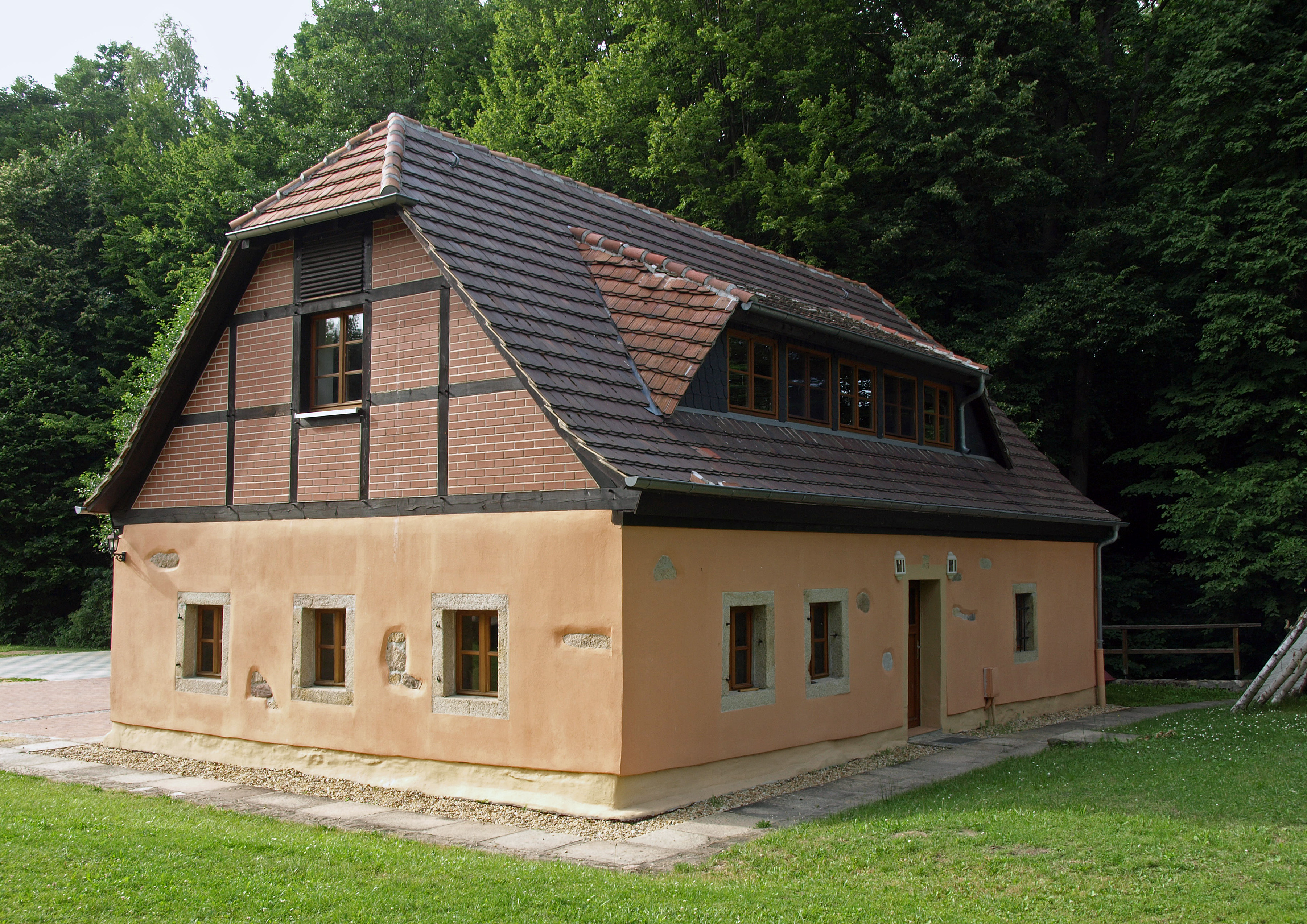
Vodní mlýn v Thiemendorfu
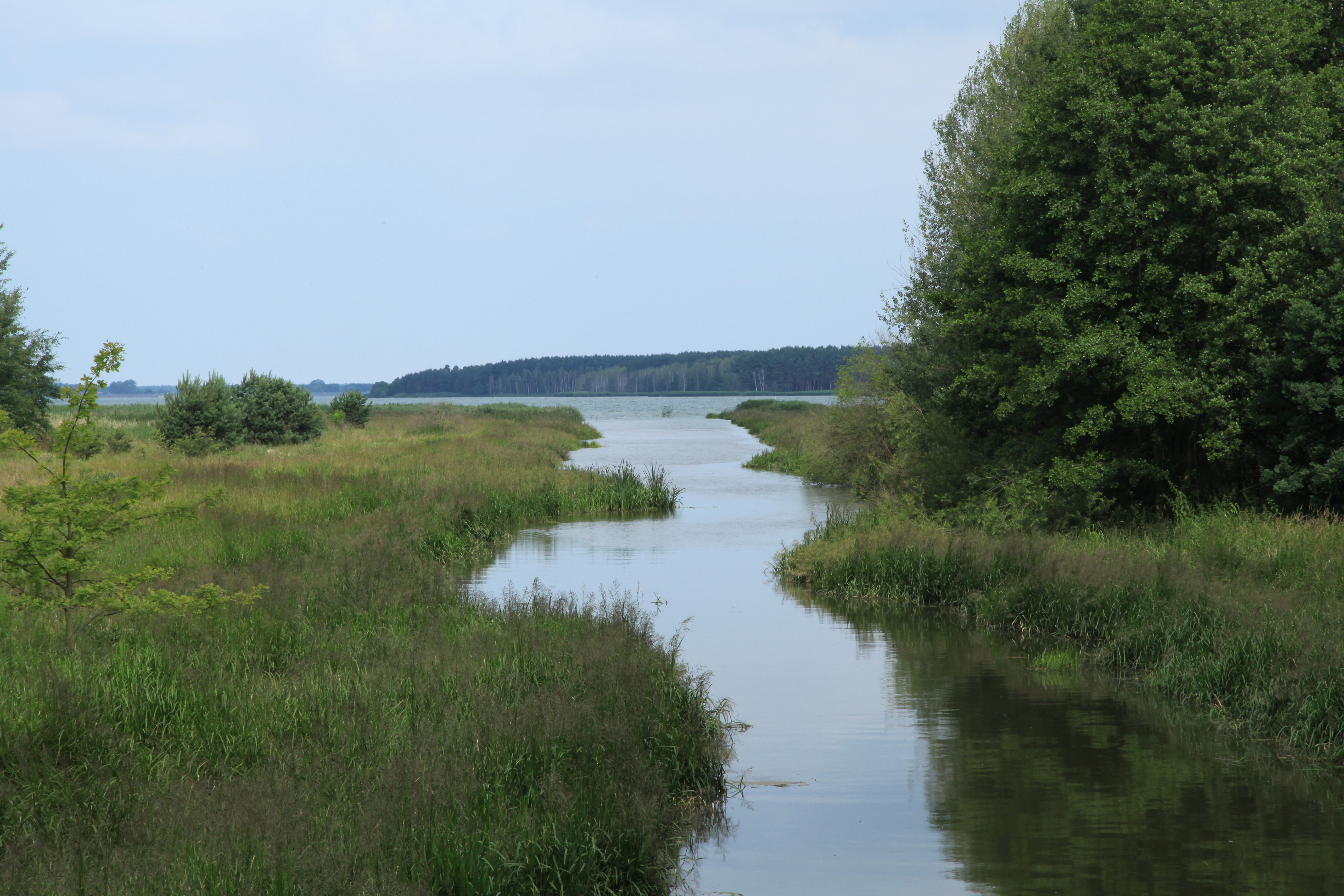
Schäferei, ústí Schwarzer Schöps do přehrady Quitzdorf